# Liste der Kulturdenkmale in Kahla
Die Liste der Kulturdenkmale in Kahla umfasst die als Einzeldenkmale, Bodendenkmale und Denkmalensembles erfassten Kulturdenkmale auf dem Gebiet der Stadt Kahla im thüringischen Saale-Holzland-Kreis (Stand: Februar 2020). Die Angaben in der Liste ersetzen nicht die rechtsverbindliche Auskunft der zuständigen Denkmalschutzbehörde.

## Legende
- Bild: zeigt ein Bild des Kulturdenkmals und gegebenenfalls einen Link zu weiteren Fotos des Kulturdenkmals im Medienarchiv Wikimedia Commons
- Bezeichnung: Name, Bezeichnung oder die Art des Kulturdenkmals
- Lage: Wenn vorhanden Straßenname und Hausnummer des Kulturdenkmals; Grundsortierung der Liste erfolgt nach dieser Adresse. Der Link Karte führt zu verschiedenen Kartendarstellungen und nennt die Koordinaten des Kulturdenkmals.
 Kartenansicht, um Koordinaten zu setzen – in dieser Kartenansicht sind Kulturdenkmale ohne Koordinaten mit einem roten bzw. orangen Marker dargestellt und können in der Karte gesetzt werden. Kulturdenkmale ohne Bild sind mit einem blauen bzw. roten Marker gekennzeichnet, Kulturdenkmale mit Bild mit einem grünen bzw. orangen Marker.
- Datierung: gibt das Jahr der Fertigstellung beziehungsweise das Datum der Erstnennung oder den Zeitraum der Errichtung an
- Beschreibung: bauliche und geschichtliche Einzelheiten des Kulturdenkmals, vorzugsweise die Denkmaleigenschaften
- ID: Die ID identifiziert das Kulturdenkmal eindeutig. In Thüringen sind aktuell keine IDs veröffentlicht. In der ID-Spalte kann sich auch folgendes Icon  befinden, dies führt zu Angaben zu diesem Kulturdenkmal bei Wikidata.

## Denkmalensembles nach Ortsteilen

### Kahla
| Bild | Bezeichnung                                | Lage | Datierung | Beschreibung | ID |
| --- | ------------------------------------------ | --- | --------- | ------------ | -- |
| Fotos hochladen | Denkmalensemble Stadtkern                  | August-Bebel-Straße 1–23; Bergstraße 2–4, 6, 8; Burg 1–3, 5–20; Fabrikstraße 1–3; Gerberstraße 1–14, 17; Heimbürgestraße 2–14, 16–20, 20a, 22–30, 33–38, 40; Jenaische Straße 1–11, 13–15, 26; Johann-Walter-Platz 4; Karl-Liebknecht-Platz 1, 2, 4; Margarethenstraße 1–2, 4–26, 28–35; Markt 1–4, 6–10; Mühlberg 1; Oststraße 12, 16; Pforte 1–3; Rosengartenweg 6; Roßstraße 1–32, 32a, 33–35, 37, 38; Rudolf-Breitscheid-Straße 1–26; Rudolstädter Straße 1, 29; Saalstraße 1–10, 12–16, 16a, 16b, 17–20, 27–30; Scheunengasse 13, 25; Töpfergasse 1–7, 7a, 7b, 8–12, 12a, 13–17, 19–23; Walkteich 1, 1a, 1b, 2–5 (Karte) |           |              |    |
| [[Vorlage:Bilderwunsch/code!/O:!/C:50.803165,11.585824!/D:Alexandrastraße 1–7, 9; Bachstraße 11–18, 18a, 19–22, 24–40, 41a, 61–67; Bergstraße 14, 16, 18, 20, 28; Gartenstraße 10, 12, 14, 16, 18, 20; Grabenweg 1–3; Hermann-Koch-Straße 1; Marktpforte 5, 7, 9; Schillerstraße 1–5, 9, Denkmalensemble Westliche Stadterweiterung!/\|BW]] | Denkmalensemble Westliche Stadterweiterung | Alexandrastraße 1–7, 9; Bachstraße 11–18, 18a, 19–22, 24–40, 41a, 61–67; Bergstraße 14, 16, 18, 20, 28; Gartenstraße 10, 12, 14, 16, 18, 20; Grabenweg 1–3; Hermann-Koch-Straße 1; Marktpforte 5, 7, 9; Schillerstraße 1–5, 9 (Karte) |           |              |    |

## Einzel- und Bodendenkmale nach Ortsteilen

### Kahla
| Bild                                    | Bezeichnung | Lage                                            | Datierung | Beschreibung | ID |
| --------------------------------------- | --- | ----------------------------------------------- | --------- | ------------ | -- |
| weitere Bilder Fotos hochladen          | Stadtbefestigung | um die Stadtanlage (Karte)                      |           |              |    |
| Fotos hochladen                         | Saale-Lache-Wehranlage mit zugehörigen Baulichkeiten                                                                        | an der Saale (Karte)                            |           |              |    |
| BW                                      | Fußgängerbrücke | nordöstlich der Altstadt über die Saale (Karte) |           |              |    |
| Fotos hochladen                         | Wohn- und Geschäftshaus mit Ausstattung                                                                                     | August-Bebel-Straße 15 (Karte)                  |           |              |    |
| BW                                      | Wohnhaus mit Ausstattung, Garten und Einfriedung                                                                            | Bachstraße 5 (Karte)                            |           |              |    |
| weitere Bilder Fotos hochladen          | Friedhofskapelle | Bachstraße 41a, Friedhof (Karte)                |           |              |    |
| Direkt Bild zu diesem Denkmal hochladen | Grabstätte von 650 Zwangsarbeitern der REIMAHG                                                                              | Bachstraße 41a, Friedhof                        |           |              |    |
| Direkt Bild zu diesem Denkmal hochladen | Grabstätte von 2 italienischen Zwangsarbeitern                                                                              | Bachstraße 41a, Friedhof                        |           |              |    |
| BW                                      | Postamt mit Ausstattung | Bahnhofstraße 6 (Karte)                         |           |              |    |
| BW                                      | Wohnhaus mit Ausstattung | Bahnhofstraße 15 (Karte)                        |           |              |    |
| BW                                      | Wohnhaus mit Ausstattung | Bergstraße 2 (Karte)                            |           |              |    |
| weitere Bilder Fotos hochladen          | Evangelische Stadtkirche St. Margarethen mit Ausstattung                                                                    | Burg (Karte)                                    |           |              |    |
| Fotos hochladen                         | Wohnhaus | Burg 1, 2 (Karte)                               |           |              |    |
| Fotos hochladen                         | Wohnhaus | Burg 3 (Karte)                                  |           |              |    |
| BW                                      | ehemalige Bürgerschule, jetzt Staatliche Grundschule                                                                        | Burg 20 (Karte)                                 |           |              |    |
| BW                                      | Fabrikgebäude („Gasfabrik“ der Porzellanfabrik) mit technischer Ausstattung, Pförtnerhaus und Hofpflaster                   | Ernst-Thälmann-Straße 30, 31 (Karte)            |           |              |    |
| BW                                      | Wohnhaus mit Ausstattung, Garten und Einfriedung                                                                            | Gartenstraße 1 (Karte)                          |           |              |    |
| Fotos hochladen                         | Alte Massenmühle mit Ausstattung, Mühlgraben und Brücke                                                                     | Gerberstraße (15, 16) (Karte)                   |           |              |    |
| BW                                      | ehemalige Ratsziegelei | Heimbürgestraße 20 (Karte)                      |           |              |    |
| BW                                      | Mühlengebäude mit Ausstattung und Schlot                                                                                    | Johann-Walter-Platz 4 (Karte)                   |           |              |    |
| BW                                      | Wohnhaus | Karl-Liebknecht-Platz 1 (Karte)                 |           |              |    |
| BW                                      | Wohn- und Geschäftshaus mit Ausstattung                                                                                     | Margarethenstraße 6 (Karte)                     |           |              |    |
| Fotos hochladen                         | Metznersches Haus (Wohn- und Geschäftshaus mit Ausstattung und Hofgebäuden)                                                 | Margarethenstraße 7 (Karte)                     |           |              |    |
| BW                                      | Metznersches Haus (Wohn- und Geschäftshaus mit Ausstattung und Hofgebäuden)                                                 | Margarethenstraße 8 (Karte)                     |           |              |    |
| BW                                      | Wohn- und Geschäftshaus mit Ausstattung                                                                                     | Margarethenstraße 12 (Karte)                    |           |              |    |
| BW                                      | Wohnhaus | Margarethenstraße 21 (Karte)                    |           |              |    |
| BW                                      | Wohn- und Geschäftshaus mit Ausstattung                                                                                     | Margarethenstraße 28 (Karte)                    |           |              |    |
| weitere Bilder Fotos hochladen          | Rathaus mit Nebengebäude und Innenausstattung                                                                               | Markt 10 (Karte)                                |           |              |    |
| BW                                      | Wohnhaus mit Einfriedung | Marktpforte 9 (Karte)                           |           |              |    |
| BW                                      | Wohnhaus mit Ausstattung | Roßstraße 6 (Karte)                             |           |              |    |
| BW                                      | Sachteil Holzstube | Roßstraße 8 (im 1. OG) (Karte)                  |           |              |    |
| BW                                      | Wohnhaus mit Ausstattung | Roßstraße 14 (Karte)                            |           |              |    |
| BW                                      | Wohn- und Geschäftshaus | Roßstraße 17 (Karte)                            |           |              |    |
| BW                                      | Wohnhaus mit Ausstattung | Roßstraße 21 (Karte)                            |           |              |    |
| BW                                      | Wohnhaus mit Ausstattung und Hofgebäuden                                                                                    | Roßstraße 24 (Karte)                            |           |              |    |
| BW                                      | Stadthof (ehemalige Posthalterei) mit Haupt- und Nebengebäuden, Ausstattung, Hofpflaster, Garten einschließlich Einfriedung | Roßstraße 32 (Karte)                            |           |              |    |
| BW                                      | Gerichtsgebäude mit Ausstattung und Nebengebäuden                                                                           | Roßstraße 38 (gegenüber Markt) (Karte)          |           |              |    |
| BW                                      | Wohnhaus einschließlich ehemaliger Stadttoranlage                                                                           | Rudolf-Breitscheid-Straße 6 (Karte)             |           |              |    |
| BW                                      | Wohn- und Geschäftshaus | Rudolf-Breitscheid-Straße 7 (Karte)             |           |              |    |
| BW                                      | Wohnhaus mit Ausstattung und Hofgebäude                                                                                     | Rudolf-Breitscheid-Straße 9 (Karte)             |           |              |    |
| BW                                      | Wohn- und Geschäftshaus mit Ausstattung                                                                                     | Rudolf-Breitscheid-Straße 13 (Karte)            |           |              |    |
| BW                                      | Wohnhaus mit Nebengebäuden                                                                                                  | Rudolf-Breitscheid-Straße 15 (Karte)            |           |              |    |
| BW                                      | Wohn- und Geschäftshaus mit Nebengebäude                                                                                    | Rudolf-Breitscheid-Straße 16 (Karte)            |           |              |    |
| BW                                      | Wohn- und Geschäftshaus mit Hinterhaus und Nebengebäuden                                                                    | Rudolf-Breitscheid-Straße 17 (Karte)            |           |              |    |
| BW                                      | Wohnhaus mit Hofgebäuden | Rudolf-Breitscheid-Straße 19 (Karte)            |           |              |    |
| BW                                      | Wohnhaus mit Ausstattung, Gartengestaltung und Einfriedung                                                                  | Rudolstädter Straße 1 (Karte)                   |           |              |    |
| BW                                      | Gasthof Anker | Rudolstädter Straße 14 (Karte)                  |           |              |    |
| BW                                      | Wohnhaus | Rudolstädter Straße 18 (Karte)                  |           |              |    |
| BW                                      | Wohn- und Verwaltungsgebäude mit Nebengebäude                                                                               | Rudolstädter Straße 21 (Karte)                  |           |              |    |
| BW                                      | Wohnhaus mit Ausstattung | Rudolstädter Straße 22 (Karte)                  |           |              |    |
| weitere Bilder Fotos hochladen          | Katholische Gottesackerkirche St. Nikolaus mit Ausstattung                                                                  | Saalstraße 16b (Karte)                          |           |              |    |
| BW                                      | ehemaliger Gasthof „Stern“                                                                                                  | Saalstraße 16a (Karte)                          |           |              |    |
| BW                                      | zwei Steinkreuze | hinter Bergstraße 8 (Karte)                     |           | Bodendenkmal |    |
| weitere Bilder Fotos hochladen          | Dohlenstein (Wallanlage) | östlich der Saale (Karte)                       |           | Bodendenkmal |    |

### Löbschütz
| Bild                           | Bezeichnung                                                    | Lage                      | Datierung | Beschreibung                                                                 | ID |
| ------------------------------ | -------------------------------------------------------------- | ------------------------- | --------- | ---------------------------------------------------------------------------- | -- |
| BW                             | Saale-Lache-Wehranlage mit zugehörigen Baulichkeiten           | an der Saale (Karte)      |           | südlicher und mittlerer Teil des Wehr Kahla (Flur 2/Flurstücke 190/8, 495/2) |    |
| weitere Bilder Fotos hochladen | Kirche mit Ausstattung, Kirchhof, Leichenhalle und Einfriedung | Neustädter Straße (Karte) |           |                                                                              |    |
| BW                             | „Todesmarsch“-Gedenkstein                                      | Brückenstraße (Karte)     |           |                                                                              |    |